# Museo prefetturale d'arte di Yamaguchi
Il Museo prefetturale d'arte di Yamaguchi  (山口県立美術館?, Yamaguchi Kenritsu Bijutsukan), è il principale museo d'arte della prefettura di Yamaguchi Prefecture, in Giappone.
Inaugurato nel 1979, il museo ha una collezione permanente e ospita anche mostre speciali.
La collezione fotografica comprende una vasta raccolta delle opere di Katsuji Fukuda. Tra le principali mostre fotografiche del museo, tre che hanno mostrato il lavoro del dopoguerra: una nel 1989 (mostra di undici fotografi del periodo 1965-1975), altra nel 1990 (composta da scatti di dodici fotografi attivi tra il 1945-1955) e l'ultima nel 1991 (presentazione dei lavori di undici fotografi del 1955–1965). La collezione fotografica permanente comprende opere di Hisae Imai, Takeji Iwamiya, Yutaka Takanashi e Toyoko Tokiwa.
Il museo si trova all'indirizzo Kameyama-chō 3–1, Yamaguchi-shi.